# 家庭交響曲
『家庭交響曲』（Sinfonia Domestica、Symphonia Domestica）作品53は、リヒャルト・シュトラウスが作曲した標題交響曲。演奏時間は約43分。左手のためのピアノ協奏曲『家庭交響曲余録』（Parergon zur Sinfonia Domestica ）作品73についても、本項で扱う（後述）。

## 作曲と初演
1902年から1903年にかけて作曲され、1904年3月21日、カーネギー・ホールにて作曲者自身の指揮、ニューヨーク交響楽団により行われた。なお、日本初演は1954年6月8日、クルト・ヴェス指揮、NHK交響楽団の演奏で初演された。演奏時間は約43分。

## 楽器編成
4管編成であるが、ティンパニは1人で、サクソフォーンが4本使われているのが特徴的である。
| 木管   | 木管                                   | 金管    | 金管    | 打      | 打                                 | 弦      | 弦      |
| ------ | -------------------------------------- | ------- | ------- | ------- | ---------------------------------- | ------- | ------- |
| Fl.    | 3、ピッコロ1                           | Hr.     | 8       | Timp.   | (4)                                | Vn.1    | (16)    |
| Ob.    | 2、オーボエダモーレ1、コーラングレ1    | Trp.    | 4       | 他      | Tamb.、Gr.C.、Trgl.、Ptti.、Glock. | Vn.2    | ●       |
| Cl.    | 3、小クラリネット1、バスクラリネット1  | Trb.    | 3       | 他      | Tamb.、Gr.C.、Trgl.、Ptti.、Glock. | Va.     | ●       |
| Fg.    | 4、C.Fag.1                             | Tub.    | 1       | 他      | Tamb.、Gr.C.、Trgl.、Ptti.、Glock. | Vc.     | ●       |
| 他     | Sax.4（Soprano、Alto、Baritone、Bass） | 他      |         | 他      | Tamb.、Gr.C.、Trgl.、Ptti.、Glock. | Cb.     | ●       |
| その他 | その他                                 | ハープ2 | ハープ2 | ハープ2 | ハープ2                            | ハープ2 | ハープ2 |

## 構成
この曲はシュトラウス自身の家庭の様子を曲にしたとも言われている。曲は切れ目無く演奏されるが、4部に分けることができる。
第1部では最初に、家庭の主人の主題が提示される。発想記号にgemächlich（ゆっくりして、あるいは、のんびりとして）やträumerisch（夢見るように）などが使われ、この人物の性格を描写する。その後、妻の主題がsehr lebhaft（きわめて活発に）という発想記号で提示される。次いで、子供、そして叔母と叔父が登場する。切れ目なく第2部に移る。
第2部は子供が遊び、そして母親の子守歌に包まれて眠る様子である。切れ目なく第3部に移る。
そして第3部では子供が寝る中、仕事をする夫、愛の交歓、妻の気づかいの様子が描写される。ここまでは音楽が途切れることなく続くが、次の第4部との間ははっきりと区切られている。
子供が起きると第4部に入るが、フガートの作曲技法により、両親は子供の教育方針を巡って喧嘩を始める。子供が泣くほどに激しいものとなるが、やがて落ち着き、2人は歌を歌う。しかしまた高潮してクライマックスに至る。大管弦楽の効果が最大限に発揮される場面である。賑やかな家庭生活が描かれて幕を閉じる。
最後のクライマックスにティンパニ独奏のニ長調の音階があり、出版のスコアには書いてないが、最新のティンパニのパート譜には書いてある。これは当時のウィーン・フィルハーモニー管弦楽団のティンパニ奏者が発案したものであるが、事前に直接作曲者の承諾を得たもので、のちに一般のパート譜にも書かれるようになったので、普通は問題なく演奏される。

## 演奏
指揮者ではマゼールやサヴァリッシュがライブ・録音とも比較的よく取り上げて来た。その他ではメータ（ロサンジェルス・フィルハーモニック）、セル（クリーヴランド管弦楽団）、ライナー（シカゴ交響楽団）、オーマンディ（フィラデルフィア管弦楽団）、ケンペ（シュターツカペレ・ドレスデン）、プレヴィン（ウィーン・フィルハーモニー管弦楽団）、アシュケナージ（チェコ・フィルハーモニー管弦楽団）、カラヤン（ベルリン・フィルハーモニー管弦楽団）などの録音を聴くことができる。
歴史的演奏としては、作曲者自身（ウィーン・フィルハーモニー管弦楽団）、およびフルトヴェングラー（ベルリン・フィルハーモニー管弦楽団）のものが、演奏史上重要である。
管楽器、弦楽器とも難度が高く、編成も大きいことから、実演ではあまり聴く機会がない。特に第4部は金管楽器を極めて躍動的に用いるシュトラウスらしく、大変賑やかな音楽が展開されている。5度以上（特にオクターブ）の跳躍フレーズが多用され、例えばトランペットのハイC連発、ホルンによるハイF連発やハイA、1オクターブ半の急下降など技術的に困難な箇所も多い。純粋なアマチュア・オーケストラ（音大出身者を中心としない楽団）での演奏例はあまり聞かない。

## 家庭交響曲余録
『家庭交響曲余録』（Parergon zur Sinfonia Domestica ）作品73は、リヒャルト・シュトラウスが作曲した左手のためのピアノ協奏曲。『家庭交響曲へのパレルゴン』などの訳題も用いられる。パレルゴン (parergon)は「付属作品」「副産物」を指す。
単一楽章で書かれており、腸チフスにより重体に陥った息子フランツをめぐる体験がテーマとなっており、『家庭交響曲』の「こどもの主題」が引用されている。
作曲は1924年から1925年にかけて行われ、1925年10月6日、パウル・ヴィットゲンシュタインのピアノで、フリッツ・ブッシュ指揮、シュターツカペレ・ドレスデンによって初演された。演奏時間は約21分